# Pseudotriaeris
Pseudotriaeris is een monotypisch geslacht van spinnen uit de  familie van de Oonopidae (dwergcelspinnen).

## Soort
- Pseudotriaeris karschi Bösenberg & Strand, 1906